# Битва при Анеґава
Битва при Анеґава (яп. 姉川の戦い, анеґава но татакаі) — битва, яка відбулася 9 серпня 1570 року на річці Анеґава між союзними військами Оди і Токуґави та коаліційними силами Адзаї і Асакура. Це був перший успішний бій Оди Нобунаґи проти армій анти-нобунагівської коаліції. Закінчився перемогою союзників і обумовив занепад військової сили родів Адзаї та Асакура. 

## Передісторія
У 1568 році Ода Нобунаґа, володар провінцій Оварі і Міно, захопив японську столицю Кіото і посадив у ній Асікаґу Йосіакі новим сьоґуном. Останній заходився проводити самостійну політику, спрямовану на відродження сьоґунату Муроматі, але його починання були скасовані Одою. Це стало причиною конфлікту між  вчорашніми союзниками. Завдяки махінаціям  сьоґуна Асікаґи Йосіакі, на середину 1570 року була утворена широка коаліція проти Оди Нобунаґи. До неї увійшли буддисти монастирів Хонґандзі та Енрякудзі, а також самурайські роди Такеда, Асакура і Адзаї.
Ода Нобунаґа вирішив розбивати опонентів поодинці і взявся насамперед за найближчого сусіда — рід Адзаї. Останній відправив гінця до свого союзника, роду Асакура, з проханням надати військову допомогу.
2 серпня 1570 року 20.000 армія Оди Нобунаґи взяла в облогу замок Одані, цитадель Адзаї Наґамаси, попередньо спопеливши призамкове місто. Бачачи, що ворог не збирається виходити із замку, було вирішено виманити його, захопивши сусідній форт Йокояма. 5 серпня 1570 року, перейшовши річку Анеґава, війська Оди оточили це укріплення і звели навколо нього щільний частокіл. Деякі захисники форту прорвалися крізь загороджувальні загони і, діставшись цитаделі Одані, попрохали свого сюзерена надати поміч. Тоді Адзаї ухвалив рішення вивести з цитаделі всі наявні війська і дати відкритий бій силам Оди. 
7 серпня 1570 року на схід від Одані з'явилася 8-тисячна армія роду Асакура під командуванням Асакури Каґетаке. З'єднавшись із військом Адзаї Наґамаси, 8 серпня сили антинобунаґівської коаліції вийшли числом 13 тисяч воїнів на береги річки Анеґава. Побачивши, що противник збирається дати бій, основні сили Оди наблизилися до протилежного берега річки, залишивши біля форту Йокояма обози і достатню кількість вояків для підтримання облоги. У цей самий час на підмогу Нобуназі з'явилось 5-тисячне військо його союзника, Токуґава Іеясу.

## Битва
8 серпня 1570 року обидві армії вишукувалися одна навпроти одної. Військо Оди зайняло позиції перед силами Адзаї, а загони Токуґави — перед вояками Асакури. Противників розділяла лише річка.
Бій розпочався о шостій ранку 9 серпня 1570 року. Першими вдарили самураї Токуґави. Подолавши річку, вони вмить зім'яли ряди восьмитисячної армії Асакури. Побачивши сум'яття на правому фланзі, Адзаї Наґамаса дав наказ атакувати військо Оди. Під потужним натиском ворога загони Нобунаґи почали організовано відступати. Самураї Адзаї розцінили це як втечу і, зруйнувавши свої порядки, щосили вдарили по центральним позиціям противника.
В цей час 3.000 свіжих вояків Оди, які були залишені у облозі форту Йокояма, прибули до поля бою. За наказом Нобунаґи вони стрімголов атакували армію нападаючих Адзаї з тилу і флангів. Оточені з усіх боків самураї ворога розгубилися і почали тікати. Тієї ж миті усі наявні сили Оди перейшли у загальний наступ. Вони гнали противника аж до його цитаделі — замку Одані.
Тим часом, помітивши, що армія Адзаї розбита і тікає, військо Асакури також почало поспішно відступати. Однак флангова атака кінноти Токуґави посіяла паніку серед відступаючих, і відхід Асакури перетворився на безладну втечу.
Кількагодинний бій закінчився повною перемогою союзних військ Оди і Токуґави. Вороги Адзаї та Асакури втратили більш ніж 1.100 знатних командирів. За переказами, річка Анегава була перетворена на "червоний потік". Вона стікала кров'ю цілу добу.

## Наслідки
Битва при Анеґава була першою переможною битвою Оди Нобунаґи над антинобунаґівською коаліцією. Вона засвідчила неорганізованість його ворогів. Результат бою сприяв укріпленню авторитету  Нобунаґи як "непереможного воїна". 
Хоча після цієї битви війська Асакура і Адзаї здійснили ряд військових операцій на території Оди, вони не були в змозі вдруге зійтися із ним у відкритому бою. Асакура втратили більшу частину свої талановитих генералів і засвідчили свою військову бездарність. Це стало причиною їхньої загибелі у 1573 році. Адзаї, поклавши на берегах річки половину своєї армії, також були приречені. У 1573 році їх було знищено військами Хасіба Хідейосі.
Бій при Анеґава є одним з найкривавіших боїв в історії Японії. У період Едо (1603-1867) його зараховували до “чотирьох великих битв” сьоґуна Токуґави Іеясу. В часи існування Японської імперії (1868-1945) анеґавський бій розглядався як типовий зразок успішної контратаки, що базувалась на вдаваному відступі та потужній фланговій і тиловій атаках.